# Provincie Livorno
Livorno (Provincia di Livorno) je provincie v oblasti Toskánsko. Sousedí na severu a východě s provincií Pisa, na jihu s provincií Grosseto a na západě její břehy omývá Tyrrhenské moře.

## Geografie
Součástí provincie jsou i ostrovy Gorgona, Capraia, Elba, Pianosa a Montecristo. Jedinou významnou řekou je Cecina.

## Okolní provincie
| Růžice kompasu |                   |          | Pisa | Růžice kompasu |
| Růžice kompasu | Sever             |          |      | Růžice kompasu |
| Růžice kompasu | Provincie Livorno |          |      | Růžice kompasu |
| Růžice kompasu | Jih               |          |      | Růžice kompasu |
| Růžice kompasu |                   | Grosseto |      | Růžice kompasu |